# Кемарский, Андрей Вадимович
Андре́й Вади́мович Кема́рский (род. 29 ноября 1955) — советский и российский дипломат. Чрезвычайный и полномочный посол (2012).

## Биография
Окончил МГИМО в 1979 году. На дипломатической работе с 1979 года. Владеет португальским и английским языками.
Работал на различных должностях в центральном аппарате МИД и за рубежом.
- В 1995—1999 годах — советник-посланник Посольства РФ в Мозамбике.
- В 1999—2001 годах — начальник отдела Департамента Африки МИД России.
- В 2001—2002 годах — заместитель директора Департамента Африки МИД России.
- С 14 августа 2002 по 14 сентября 2007 года — чрезвычайный и полномочный посол Российской Федерации в Республике Ангола и Сан-Томе и Принсипи по совместительству[2][3][4].
- С 17 июня 2010 по 29 июля 2017 года — чрезвычайный и полномочный посол Российской Федерации в Республике Мозамбик[5][6].
- С 21 октября 2010 по 29 июля 2017 года — чрезвычайный и полномочный посол Российской Федерации в Свазиленде по совместительству[7][6].
- В 2017—2020 годах — директор Департамента Африки МИД России.
- С 28 октября 2020 года — чрезвычайный и полномочный посол Российской Федерации в Ботсване[8].

## Награды
- Знак отличия «За безупречную службу» XL лет (17 июля 2019) — За большой вклад в реализацию внешнеполитического курса Российской Федерации и многолетнюю добросовестную службу[9].
- Почётная грамота Президента Российской Федерации (21 июля 2020) — За активное участие и проведении саммита и экономического форума Россия — Африка в 2019 году в городе Сочи[10].

## Дипломатический ранг
- Чрезвычайный и полномочный посланник 2 класса (18 февраля 2002)[11]
- Чрезвычайный и полномочный посланник 1 класса (1 февраля 2006)[12]
- Чрезвычайный и полномочный посол (14 декабря 2012)[13]

## Семья
Женат, имеет дочь.